# WWE 2K22
WWE 2K22 – komputerowa gra sportowa o tematyce zawodowego wrestlingu, opracowana przez studio Visual Concepts. Wydana przez 2K Sports na platformach PlayStation 4, PlayStation 5, Xbox One, Xbox Series X/S i Microsoft Windows. Założeniem gry jest odzwierciedlenie zawodników z federacji WWE, w tym ich gałęzi branżowych: Raw, SmackDown i NXT. Jest to dwudziesta trzecia gra z serii WWE oraz dziesiąta wydana pod szyldem WWE 2K.

## Rozgrywka
MyCareer WWE 2K zostało przemianowane na MyRISE i skupiało się na oddzielnych historiach dla wrestlerów i wrestlerek. Używając stworzonych postaci, gracze mogą tworzyć sojusze, tworzyć wrogów i rozgałęziać się na wątki poboczne w oparciu o wybory graczy.
Tryb 2K Showcase powrócił jako Showcase, z supergwiazdą okładki Rey Mysterio, pozwalając graczom rozegrać najważniejsze momenty jego kariery w WWE. Tryb 2K Showcase zawiera nowe funkcje i aktualizacje. Przechodząc dalej, gracze mogą odblokowywać nowe postacie, stroje i areny. Na IGN Fan Fest 2022, gameplay z walki pomiędzy Reyem Mysterio i Dolphem Zigglerem na SummerSlam 2009 zawierał metodę przejścia między grą a akcją w czasie rzeczywistym, z wykorzystaniem obu w grze i zarchiwizowane audio, w przeciwieństwie do poprzednich gier. Gra zawiera nowy tryb o nazwie MyFACTION. W nim gracze mogą zbudować stajnię wrestlingową, zbierając, zarządzając i ulepszając zapaśników WWE za pomocą regularnych aktualizacji i cotygodniowych wydarzeń. MyFACTION zawiera karty graczy z całej historii WWE.
Tryb Universe powrócił z kilkoma aktualizacjami, w tym możliwością zmiany kąta kamery podczas oglądania walki. Inne nowe funkcje obejmują grę jako pojedyncza supergwiazda, skupiając się tylko na swoich walkach i fabułach. MyGM, wcześniej znany jako tryb GM, powrócił do po raz pierwszy od „WWE SmackDown vs. Raw 2008” z 2007 roku. Gracze mogą wybierać między Sonyą Deville, Adamem Pearcem, Williamem Regalem, Shane’em McMahonem, Stephanie McMahon lub niestandardową postacią, aby przejąć kontrolę nad jednym z czterech brandów WWE: Raw, SmackDown, NXT lub NXT UK, określając opcjonalne główne mistrzostwa zarówno dla dywizji mężczyzn, jak i kobiet poprzez rozpoczęcie kampanii MyGM lub mecz o tytuł podczas kampanii MyGM, który może zwiększyć popularność lub wytrzymałość supergwiazdy, w zależności od tego, czy supergwiazda jest twarzą, czy piętą, jeśli posiada mistrzostwo, z opcją dodania mistrzostw drużyn tagów mężczyzn i kobiet na normalnym i trudnym poziomie trudności podczas kampanii MyGM poprzez mecz o tytuł drużyny tagów dodany w wersji 1.9 z 19 kwietnia 2022 roku, wraz z dodaniem areny NXT 2.0. Gracze mogą organizować pokazy wrestlingu w salach gimnastycznych szkół średnich i w telewizji, dobierać gwiazdy, zarządzać kontraktami i kontrolować koszty, próbując stworzyć najlepszą markę WWE, od draftu WWE do Wrestlemanii (37 w tej części) w ciągu 12, 25 lub 50 tygodni, z cotygodniowymi pokazami zawierającymi trzy mecze i do dwóch promosów na łatwym poziomie trudności lub cztery mecze i do trzech promosów na normalnym i trudnym poziomie trudności, wydarzenia premium na żywo (znane również w grze jako wydarzenia PPV), które odbywają się co cztery tygodnie na łatwym poziomie trudności lub pięć tygodni na normalnym i trudnym poziomie trudności, mają cztery mecze z maksymalnie trzema promosami na łatwym poziomie trudności lub pięć meczów z maksymalnie czterema promosami na normalnym i trudnym poziomie trudności, a Wrestlemania, która odbywa się w ostatnim tygodniu kampanii MyGM, ma pięć meczów z maksymalnie czterema promosami. W drafcie WWE każdy menedżer zaczyna z 2,75 miliona dolarów i będzie musiał wybrać co najmniej ośmiu supergwiazd z puli obecnych supergwiazd, wraz z opcją dodania niestandardowych supergwiazd do puli, z oryginalnymi supergwiazdami dodanymi do puli, wraz z oddzielną pulą, która zawiera tylko legendy WWE, podczas kampanii MyGM za pośrednictwem podpisów wolnych agentów.
Twórczość społeczności w pakiecie do tworzenia obsługuje wiele platform dla użytkowników zalogowanych na zweryfikowane konto 2K. Niestandardowe obrazki mogą być również używane na ekranach wyboru postaci, co pozwala graczowi umieścić własne zdjęcia na ekranie.
Kreacje społecznościowe w pakiecie kreacji mają wsparcie międzyplatformowe dla użytkowników, którzy są zalogowani na zweryfikowane konto 2K. Niestandardowe obrazy mogą być również używane na ekranach wyboru postaci, co pozwala graczowi umieścić własne zdjęcie (zdjęcia) na ekranie. Ponadto dodano samouczek w grze, z udziałem trenera Drew Gulaka, odbywający się w WWE Performance Center, z Reyem Mysterio trenującym z mentorem Gulaka z NXT, Mattem Riddle. Tryb bezpieczny twórcy można teraz przełączać, oprócz automatycznego włączania podczas przesyłania strumieniowego za pośrednictwem wbudowanej funkcji przesyłania strumieniowego konsoli (z wyjątkiem dźwięku przerywników filmowych, jeśli jest wyłączony), która wyłącza muzykę i dźwięk przerywników filmowych, aby uniknąć naruszenia praw autorskich podczas rozgrywki.
2K Sports ogłosiło, że funkcje online zostaną wyłączone 3 stycznia 2024 roku. Później w tym miesiącu gra i jej DLC zostały usunięte ze sklepów internetowych.

## Produkcja
Poprzednia odsłona serii WWE 2K20 została wydana w 2019 roku i spotkała się z negatywnym przyjęciem zarówno ze strony krytyków, jak i fanów. Produkt zawierał liczne błędy i niedociągnięcia. W 2020 roku WWE zrezygnowało z wydania kolejnej odsłony i anulowało projekt gry WWE 2K21, a zamiast tego wydało WWE 2K Battlegrounds – grę o zupełnie odmiennej animacji i bardziej kreskówkowej oprawie, w odróżnieniu od innych produktów z serii gier WWE 2K. WWE 2K22 zostało oficjalnie ogłoszone po zwiastunie z udziałem Cesaro i Reya Mysterio, wyemitowanym podczas WrestleManii 37 w kwietniu 2021 roku, z tagiem "It Hits Different". Ogłoszenie nastąpiło prawie rok po anulowaniu WWE 2K21.
Podczas odcinka SmackDown z 23 lipca 2021 roku komentator Michael Cole ujawnił, że WWE 2K22 będzie zawierać przebudowany silnik gry i płynniejsze sterowanie; zostało to później potwierdzone przez źródła bliskie 2K. Drugi zwiastun teaserowy został wyemitowany podczas SummerSlam w sierpniu 2021 roku, ogłaszając datę premiery na marzec 2022 roku.
18 listopada 2021 roku ukazał się zwiastun "Hit List", w którym wyróżniono dziesięć konkretnych funkcji podkreślających slogan gry. W zwiastunie ujawniono, że tryb GM (zwany MyGM) powróci do serii po raz pierwszy od 2007 roku WWE SmackDown vs. Raw 2008, a gra będzie zawierała przeprojektowane sterowanie rozgrywką.
23 lutego 2022 roku piosenkarz Machine Gun Kelly został ogłoszony producentem wykonawczym, czemu towarzyszył krótki zwiastun z udziałem Kelly'ego i legendy WWE The Undertakera. Podstawowa ścieżka dźwiękowa zawiera utwory takich artystów jak Machine Gun Kelly, Yungblud, Bert McCracken, Wu-Tang Clan, KennyHoopla, Motörhead, Poppy, Royal Blood, Bring Me the Horizon, The Weeknd, Turnstile, Asking Alexandria i Bad Bunny.

## Premiera gry
20 stycznia 2022 roku ukazał się zwiastun gry wraz z datą premiery 11 marca 2022 roku. Rey Mysterio został ogłoszony główną gwiazdą okładki edycji Deluxe i Standard.
Gra ma trzy edycje: edycję „nWo 4-Life”, edycję „Deluxe” i edycję „Standard”. Edycje „nWo 4-Life” i „Deluxe” zostały wydane 8 marca, trzy dni przed wydaniem edycji „Standard” 11 marca.

### Zawartość po premierze
Pakiety zawartości do pobrania (DLC) są dostępne w ramach przepustki sezonowej, a także można je kupić osobno. Pierwszym pakietem DLC jest pakiet Banzai, który został uruchomiony 26 kwietnia 2022 roku i obejmował Yokozunę, Umagę, Rikishiego, Omosa i Kacy Catanzaro. 17 maja 2022 roku Wystartował pakiet Most Wanted, który zawiera Cactusa Jacka, The Boogeymana, Vadera, Ilję Dragunova i Indi Hartwell. 7 czerwca 2022 roku Stand Back Pack został uruchomiony, dodając The Hurricane’a, Stacy Keibler, A-Kida i Wesa Lee (Nash Carter miał być także w paczce, ale został odcięty, gdy został zwolniony z WWE na początku kwietnia). 28 czerwca 2022 roku Pakiet Clowning Around został uruchomiony i obejmował Doink the Clowna, Rondę Rousey, The British Bulldoga, Mr. T, Doudrop i Ricka Boogsa. Ostatni pakiet, zatytułowany The Whole Dam Pack, został wydany 19 lipca 2022 roku i zawierał Roba Van Dama, Logana Paula, Machine Gun Kelly’ego, LA Knighta, Xię Li, Commandera Azeeza i Sarray. Dodatkowo, zarówno The Undertaker Immortal Pack (zawierający Undertakera w masce „Phantom” z 1995 roku, Undertaker „Lord of Darkness” z 1999 roku Oraz Undertaker z jego walki przeciwko AJ Stylesowi na WrestleManii 36), wcześniej wydany tylko jako zamówienie przedpremierowe, jako a także nWo 4-Life DLC (zawierające grywalne wersje nWo „Hollywood” Hulka Hogana, Kevina Nasha, Scotta Halla, Syxxa i Erica Bischoffa, areny Bash at the Beach '96 i nWo Souled Out oraz nWo Wolfpac Championship) zostały wydane jako dodatkowe samodzielne pakiety DLC. 
Arena NXT 2.0 wraz z kilkoma nowymi częściami do tworzenia supergwiazd została dodana jako darmowe DLC w łatce 1.09. 
Kilka ekskluzywnych supergwiazd MyRise, wraz z dodatkowymi nowymi częściami do tworzenia supergwiazd, zostało dodanych jako kolejne darmowe DLC w łatce 1.12. Wśród nich znaleźli się: Alexa Bliss z 2020 roku, Dominik Dijakovic, King Booker, King Corbin, pre-A.S.H. Nikki Cross, Shawn Michaels z 2018 roku i pre-King Shinsuke Nakamura.